# Felsökning
Felsökning i tekniska sammanhang innebär att man genom observationer eller/och tester försöker hitta orsaken till att det tekniska systemet (vare sig det är någon teknisk utrustning eller en programvara) inte fungerar tillfredsställande. Feltypen kan vara att ett visst börvärde inte hålls, att produktionskapaciteten är otillräcklig eller annat. Det finns olika sätt att felsöka, i enkla system räcker det oftast med att veta vilka symptom felet ger upphov till för att kunna åtgärda det; i mer komplexa system måste man ha en viss metodik vid felsökandet för att lyckas hitta och åtgärda felet.
I ett värmesystem för en byggnad kan felsökningen initieras av att till exempel hyresgäster klagar om att det är kallt i lägenheterna. Felsökningen måste i sådana fall börja med att utesluta de mest uppenbara orsakerna som till exempel att fönster är otäta eller att kall luft läcker in via balkongdörren. Om man uteslutit det fortsätter man felsökningen genom att mäta temperaturen på radiatorerna för att säkerställa att tillräcklig värmeeffekt avges. Om man uteslutit även det fortsätter man med att kontrollera att ventilationen inte är för hög osv.